# 観性寺 (館林市)
観性寺（かんしょうじ）は、群馬県館林市仲町にある真言宗豊山派の寺院である。本尊は大日如来。寺の紋は「丸に桔梗」。

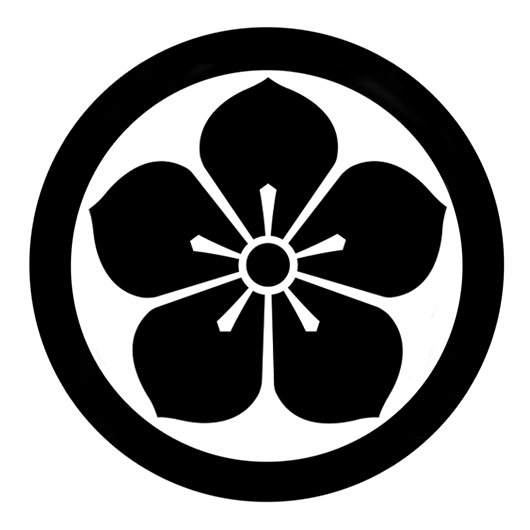
寺紋:丸に桔梗

## 歴史

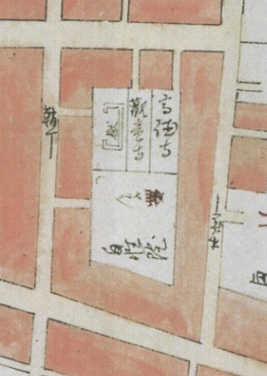
館林城絵図（秋元時代）における、材木町観音寺と鞘町自性院

### 観音寺
天正4年（1576年）5月、法印弘喜により材木町に創建される。遍照寺末であったとの記録がある。嘉永元年（1848年）5月19日の火災で堂宇は全て焼失したが、翌2年（1849年）7月に再建。1897年（明治30年）7月に再度火災に遭い、1906年（明治39年）6月に本堂を再建している。
1908年（明治41年）10月29日、群馬県の許可を得て、北東の鞘町に存在し隣接していた、同じ真言宗豊山派の自性院を合併。同寺の本尊不動明王を引き取り、また仁王門を境内に移した。その後1910年（明治43年）に県の許可を得て、観音寺の「観」と自性院の「性」を取って観性寺と改称したという。1911年（明治44年）には、やはり自性院の一部であったとされる、薬師堂を移築した。
1969年（昭和44年）、『館林市誌 歴史編』刊行の頃の記録では、境内面積377坪（約1246㎡）、檀家数は約170戸。

### 自性院
応永21年(1414年、法印俊栄により、鞘町に不動明王を本尊とする真言宗寺院として創建される。館林市富士原町の富士嶽神社の別当寺でもあった。

## 堂宇と文化財

### 本堂
入母屋造の瓦葺で、1996年（平成8年）に改築再建されたという。内陣には本尊の大日如来を中心として、不動明王、如意輪観音が祀られている。

### 仁王門
赤門と呼ばれ、自性院から移されてきたもの。門内両脇には同じく自性院から移されてきた仁王像が配置されている。

### 薬師堂
1911年（明治44年）に、自性院にあった大きさ4坪（13.2㎡）の薬師堂を移してきたものである。それ以前の来歴は、元々は内加法師（現館林市朝日町）に存在した薬師堂であったが、榊原康政による館林城拡張工事に伴い、文禄元年（1592年）に鞘町に移されたものであったという。
古くから「材木町の薬師様」として崇敬を受け、旧暦4月28日の釈迦花祭には、大変賑わったとされている。特に目の不自由な人からの信仰を集めたとされており、「目」が描かれたものなど多くの絵馬が納められた。館林出身の画家小室翠雲の虎図・龍図や、俳人荒井閑窓の額なども奉納されている。

### 山王堂
6尺（約1.8m）四方の小堂で、薬師堂の南にある。寺から3kmほど西方の、成島村（現館林市成島町）の林の中にかつてあったとされる、秘仏の石造山王権現像を祀っている。昔から女性特有の病苦に対する霊験があるとの評判があり、参詣者も多かった。一説によると、この寺が廃寺になりかけたところを、この山王権現の存在のおかげでまぬがれたともいわれている。

### 阿弥陀三尊石仏
高さ62cm、幅53cmほどの石造阿弥陀三尊像で、現在は館林市第一資料館に寄託されている。鎌倉末期の製作と推定されており、館林城跡旧本丸にある宝塔の笠とならんで、館林市では貴重な鎌倉期の石造遺物となっている。三尊とも半肉彫りで、中央の阿弥陀如来は坐像で光背を持ち、壺型の敷茄子を持った蓮坐がある。左右脇侍の観音菩薩、勢至菩薩は立像となっている。風化が著しく、像の表情や衣文などは判別が難しい。

## 人物

### 南部儀善
字を快歓、峻雲と号した。明治4年（1871年）から10年間、当寺の住職を務め、その間周辺の子弟を集め、漢学と書道の教育を施した。館林尋常小学校の沿革史には、1874年（明治7年）1月「南部儀善助教補トナル、明治十年三月職ヲ辞ス」と記されており、開設当初の館林小学校の教員も務めている。学制頒布以前は、明治初年頃から小桑原の密蔵寺に出張教授を行っていた。
弘化2年（1845年）、近江国彦根に生まれ、大和国の長谷寺で仏法を修めた。文久3年（1863年）に師と共に江戸に移って仏門修行を続け、その後先述のとおり館林に住まいし当寺住職となった。1882年（明治15年）館林を離れ、新田郡上矢島（現伊勢崎市境上矢島）の徳蔵寺に移り、「三餘義塾」を設立して、1200人にも及ぶ子弟を教育したという。1917年（大正6年）2月に没し、享年73歳。墓所は徳蔵寺であり、他に峻雲翁頌徳碑が同寺境内に残る。

## ギャラリー

### 境内

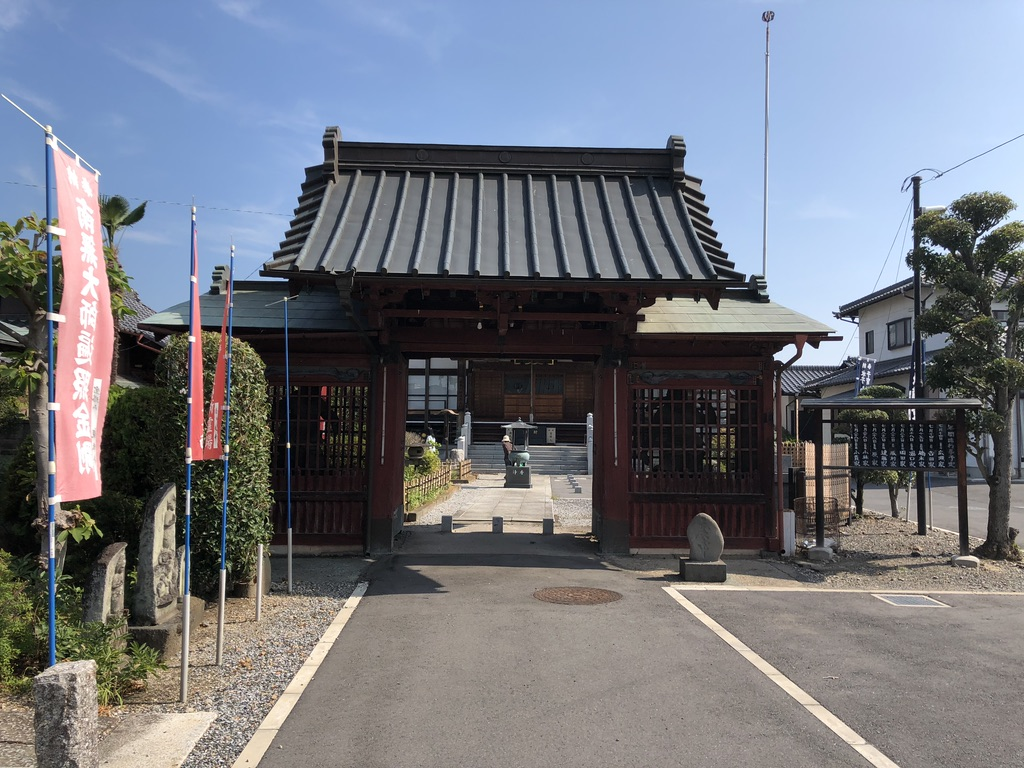
山門
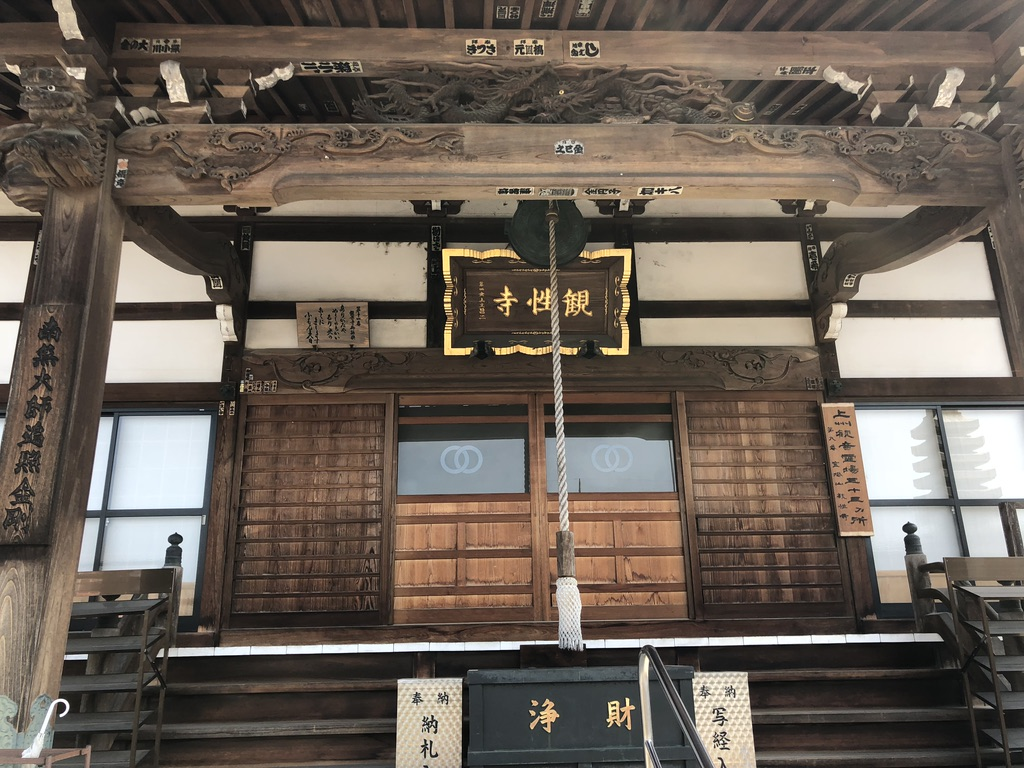
本堂扁額
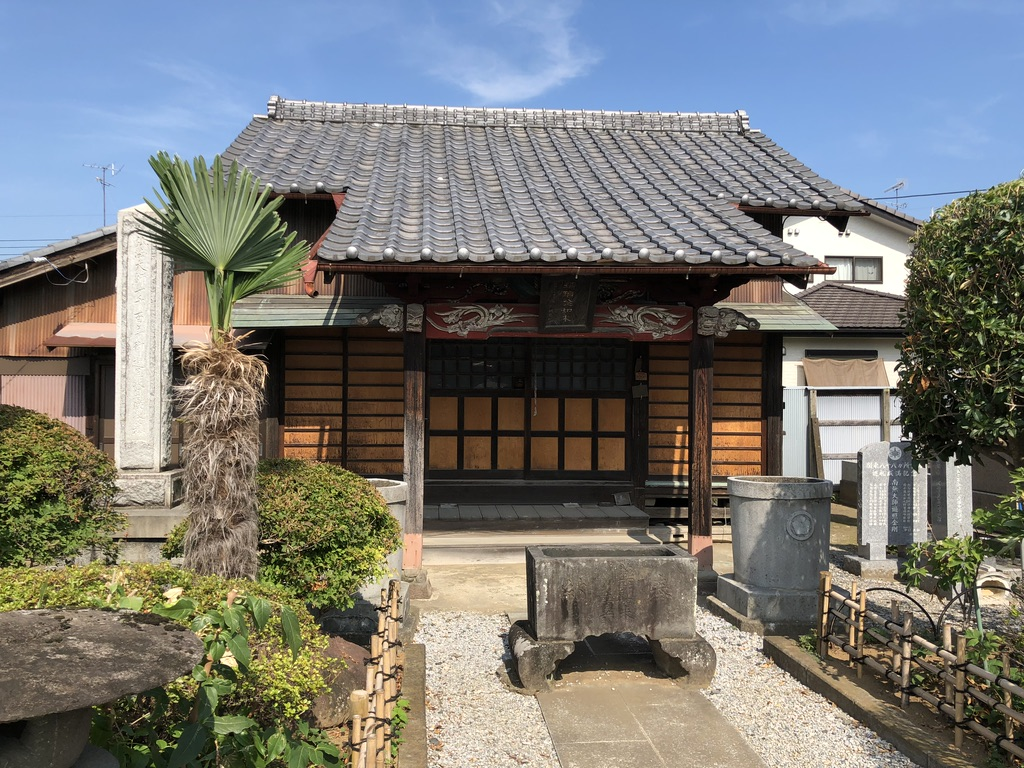
薬師堂
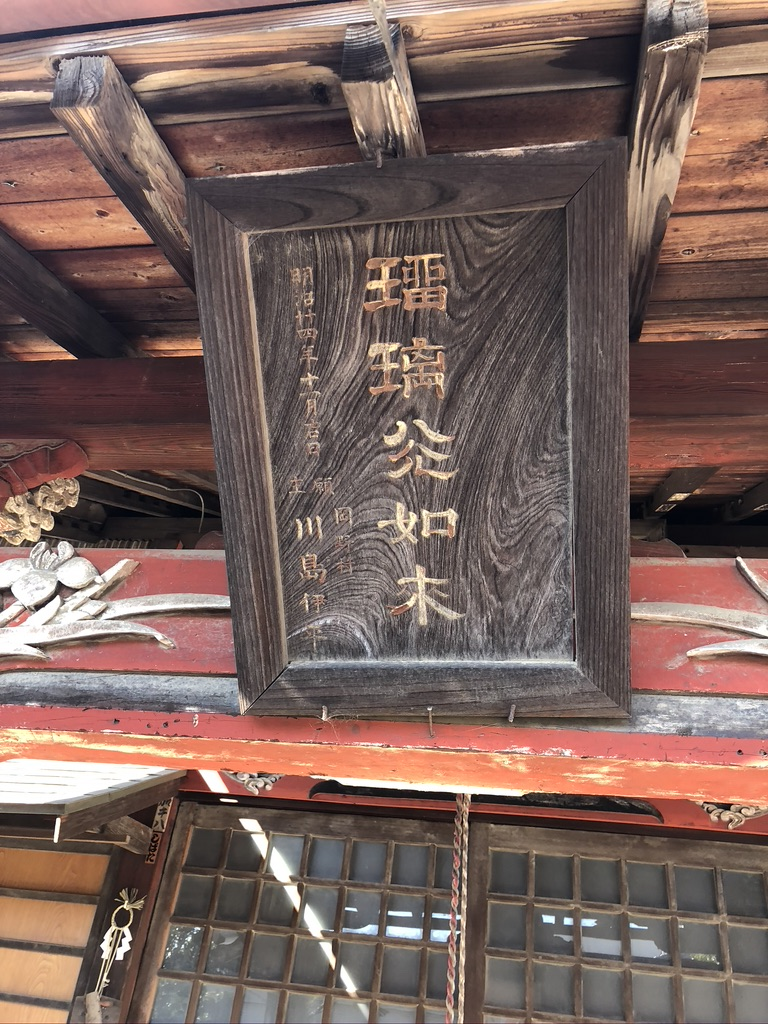
薬師堂扁額
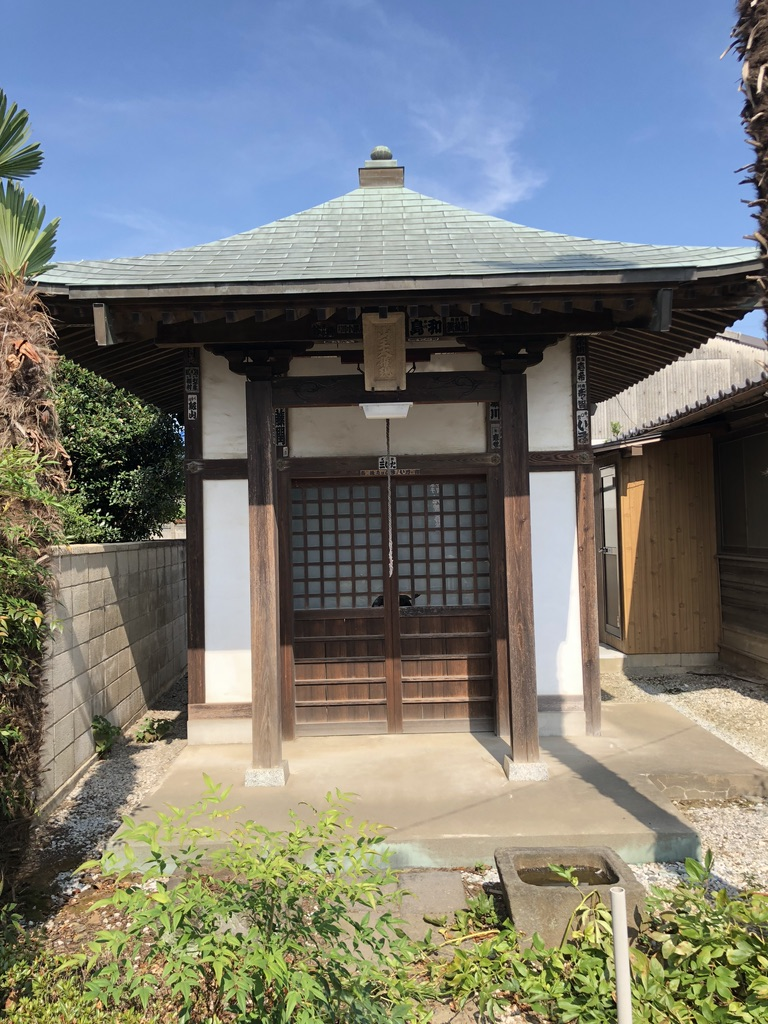
山王堂
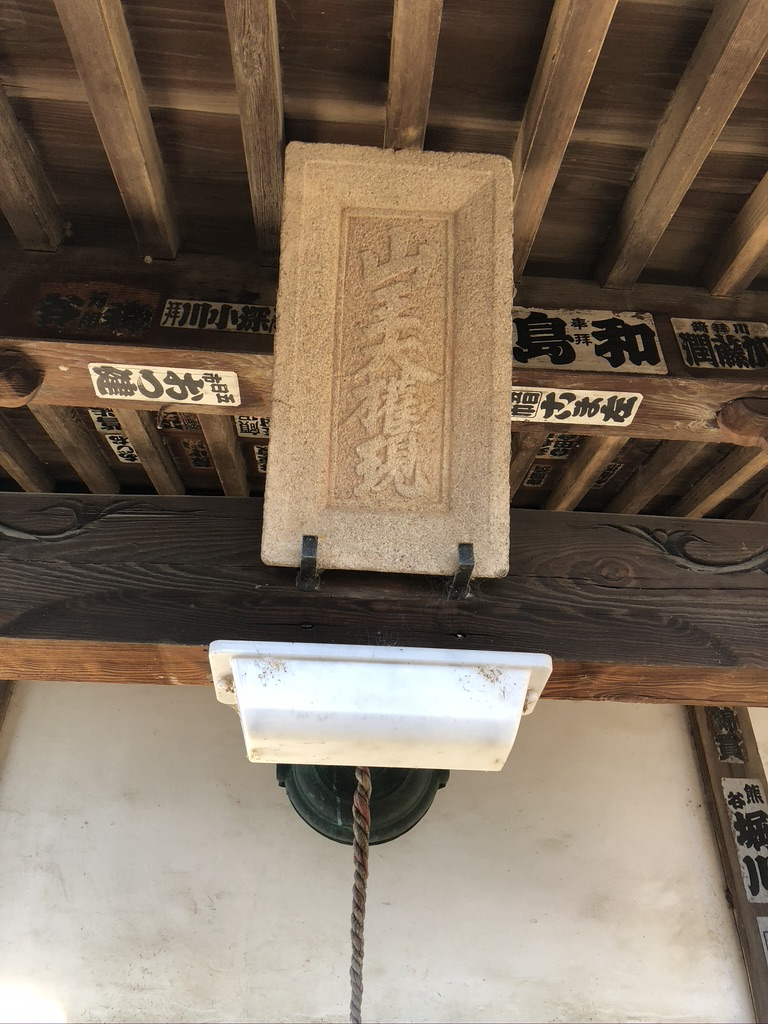
山王堂扁額

### 薬師堂絵馬

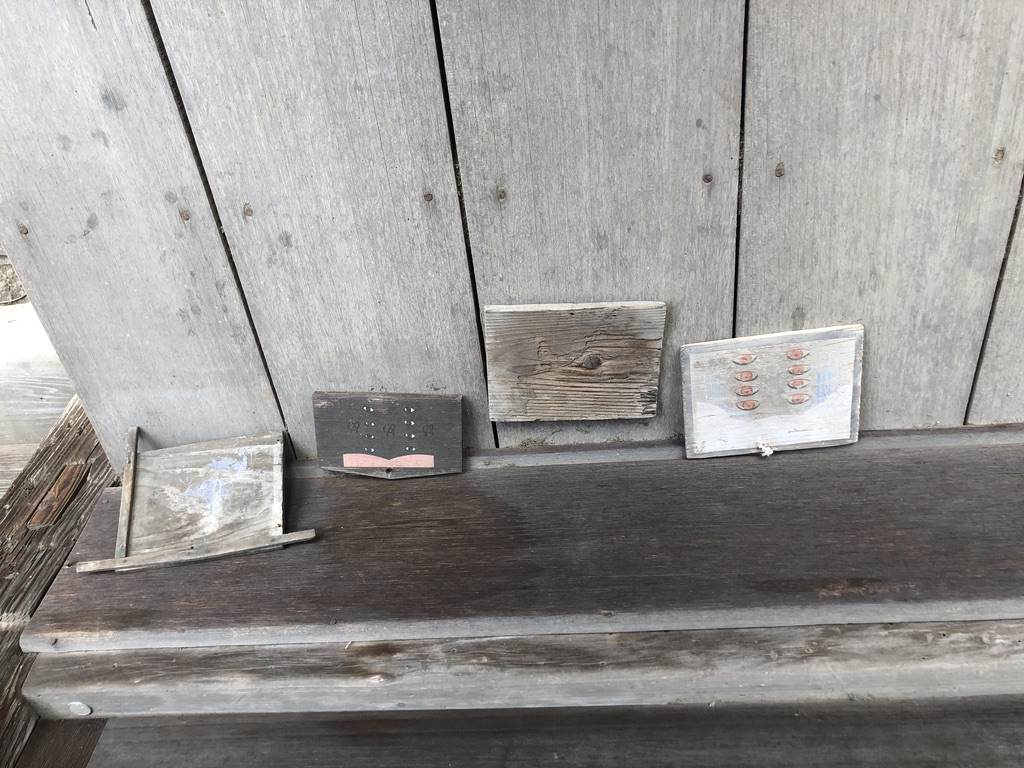
目の絵が描かれた絵馬
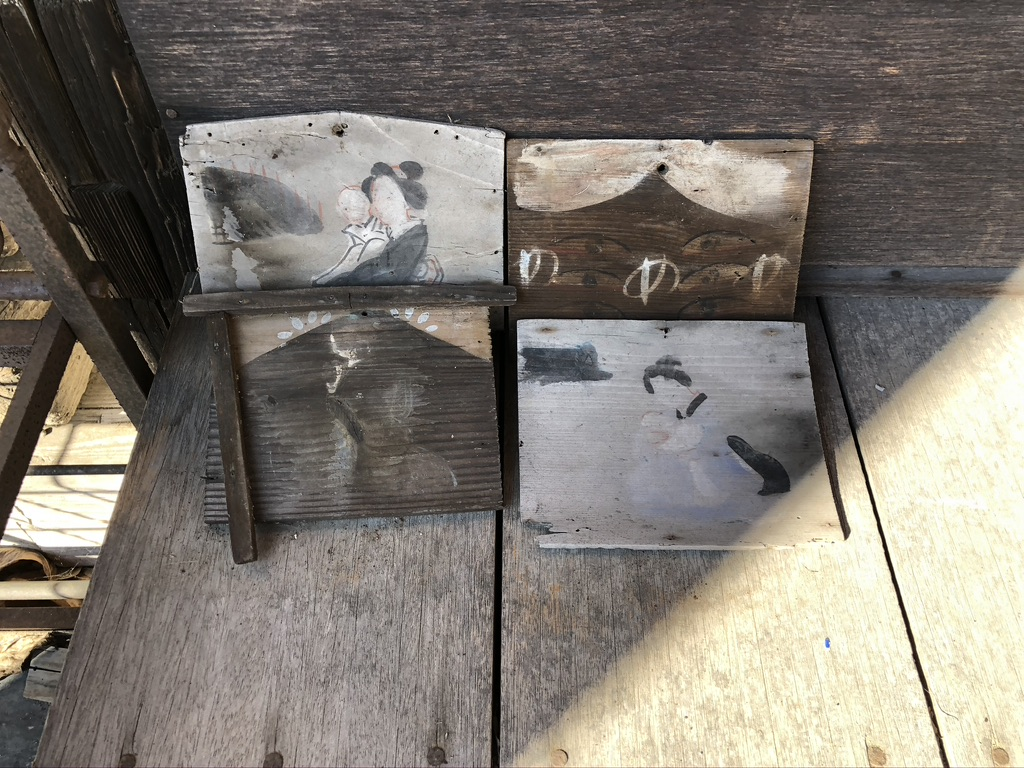
目の絵、母子などが描かれた絵馬
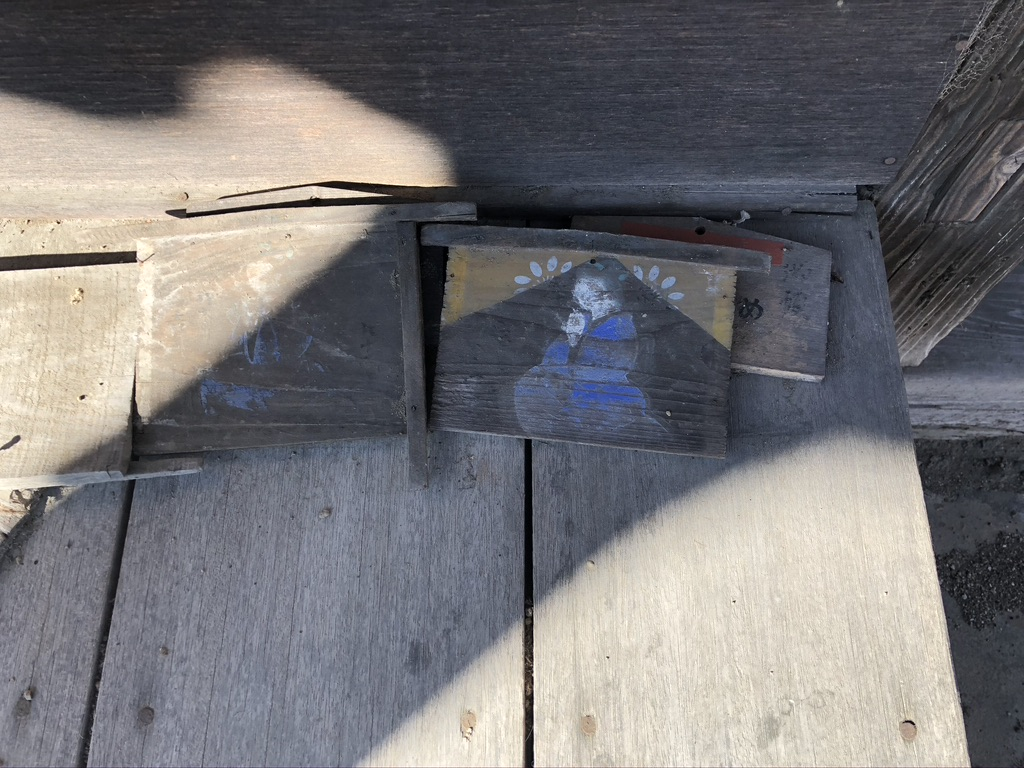
目の絵、母子などが描かれた絵馬

## 交通アクセス
- 東武鉄道伊勢崎線館林駅より徒歩約6分。
- 東北自動車道館林インターチェンジより車で約12分。